# Virachola throana
Virachola throana är en fjärilsart som beskrevs av Hans Fruhstorfer 1914. Virachola throana ingår i släktet Virachola och familjen juvelvingar. Inga underarter finns listade i Catalogue of Life.